# Überraschungsverbot
Das Überraschungsverbot (auch Überrumpelungsverbot) ist ein Ausfluss aus dem Vertrauensprinzip, welches sich z. B. auch im Grundsatz von Treu und Glauben  wiederfindet.

## Definition
Da nur das Unerwartete überraschen kann, müssen zum Erreichen der Überraschung subjektive Erwartungen z. B. einer Vertragspartei enttäuscht werden. Erwartungen stützen sich immer auf Informationen.
Voraussetzung, um von einer Überraschung zu sprechen ist, dass
1. die überrumpelte Partei von der anderen Partei oder Dritten in deren Auftrag (objektives Element)
  - Informationen vorenthalten werden, oder
  - gezielt falsche Informationen gegeben werden, oder
  - mit Informationen überflutet werden, so dass sie nicht mehr in der Lage ist, Wichtiges von Unwichtigem zu unterscheiden, und die Informationen nicht rechtzeitig bearbeiten und auswerten kann, und
2. dass die Partei auf die Informationen vertraut und auch vertrauen darf (subjektives Element).

Im Bereich der Rechtsgeschäfte bedeutet Überraschung einer Partei auch, dass diese dies als Überrumpelung oder Übertölpelung empfindet und Rechtsnachteile entstehen. Dies kann z. B. auch durch Unerfahrenheit entstehen. Die Überraschung einer Partei durch eine andere kann daher unter Umständen als unzulässig angesehen werden (siehe z. B. § 3 dAGBG (aufgehoben) bzw. nun § 305c dBGB) und zur rückwirkenden Vertragsauflösung führen oder zumindest werden solche „Überraschungsklauseln“ nicht Vertragsbestandteil (siehe z. B. § 306 BGB). Es gilt grundsätzlich und gerade zwischen Vertragsparteien die Einhaltung von „Treu und Glauben“ (siehe z. B. § 242 BGB, Art 2 Abs. 1 chZGB oder Art 2 FL-SR bzw. Art 2 FL-PGR) und/oder das Verbot von sittenwidrigen Handlungen (siehe z. B. § 879 öABGB oder § 879 FL-ABGB, explizite Verankerung des Verbots überraschender Klauseln in § 1031 Abs. 5 Satz 3 der dZPO).
Das Überraschungsverbot ist die Grundlage für das Verbot von Überraschungsentscheidungen bei Rechtsverfahren. Eng mit dem Überraschungsverbot verbunden ist das Transparenzgebot (siehe z. B. § 307 dBGB).